# Momo (Sängerin)

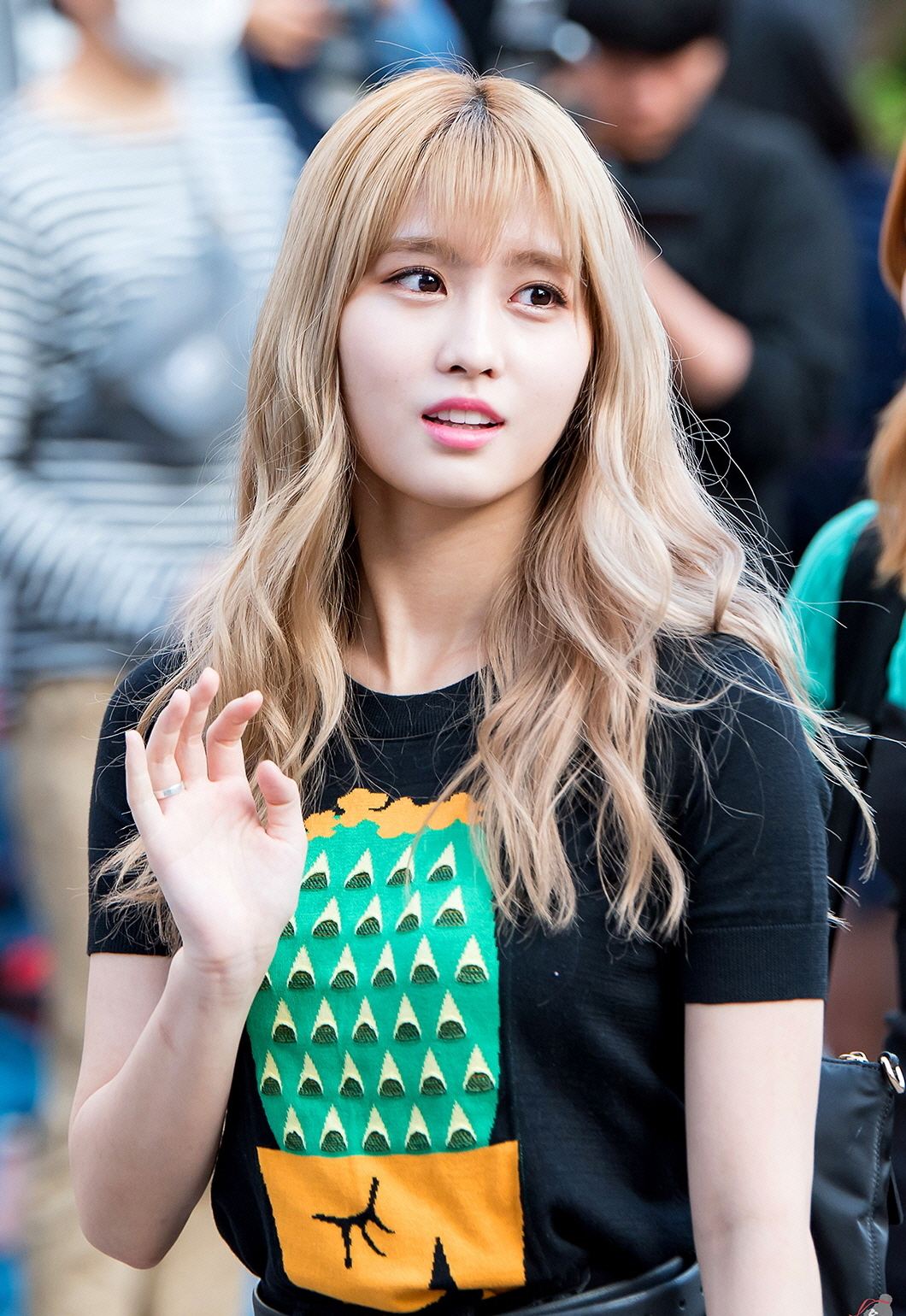
Hirai Momo (2020)

Hirai Momo (jap. 平井もも; * 9. November 1996 in Kyōtanabe, Präfektur Kyōto) ist eine japanische Sängerin und Tänzerin. Sie ist Mitglied der südkoreanischen Girlgroup Twice.
Zumeist tritt sie unter ihrem Mononym Momo (もも; Hangeul: 모모) auf.

## Leben und Karriere
Hirai Momo wurde am 9. November 1996 in Kyōtanabe geboren. Bereits im Alter von drei Jahren begann sie zusammen mit ihrer älteren Schwester zu tanzen.
Momo hatte schon früh Kontakt mit der südkoreanischen Musikindustrie, als sie 2008 in einem Musikvideo der Sängerin Lexy und 2011 in der Talentshow Superstar K auftrat. Momo und ihre Schwester wurden 2012 von JYP Entertainment in einem Online-Video entdeckt und gemeinsam zu einem Casting eingeladen, wobei jedoch lediglich Momo erfolgreich war. Im April 2012 zog sie daraufhin nach Südkorea.
2015 nahm Momo an der südkoreanischen Reality-Fernsehsendung Sixteen teil, die von JYP Entertainment und Mnet co-produziert wurde. Obwohl sie anfangs bei der in Ausscheidungsrunden konzipierten Sendung ausschied, wurde sie am Ende des Wettbewerbs zurückgebracht und durfte sich der neu gegründeten Girlgroup Twice anschließen.
Gemeinsam mit Mina und Sana, den zwei anderen japanischen Mitgliedern von Twice, bildet Momo die Untergruppe MiSaMo, die im Juli 2023 mit dem Album Masterpiece debütierte.

## Wahrnehmung
In der alljährlichen Musikumfrage von Gallup Korea für das Jahr 2018 wurde Momo zum 20. beliebtesten Idol in Südkorea gewählt und war damit eine der beliebtesten nicht-koreanischen K-Pop-Stars. Ihre Popularität wurde sogar mit der Verbesserung der Beziehungen zwischen Südkorea und Japan in Verbindung gebracht. Bekannt für ihre körperliche Fitness und ihre ausdrucksstarken Körperbewegungen, wird sie in Fankreisen auch dance machine genannt. In dieser Hinsicht wurde Momo zuvor als beste Tänzerin der Gruppe Twice beschrieben.

## Privatleben
Am 2. Januar 2020 bestätigten die Label SJ und JYP Entertainment, dass Momo und Kim Heechul, ein Mitglied der K-Pop-Musikgruppe Super Junior seit 2018 liiert waren. Im Juli 2021 wurde ihre Trennung bekannt.